# Línea Púrpura (Metro de Chicago)
La línea Púrpura (en inglés: Purple line) del Metro de Chicago comúnmente conocido como Chicago "L", consiste en 27 estaciones en horas pico, y 9 regularmente.  La línea inicia en la estación Linden en Wilmette a la estación Howard y en el The Loop de lunes a viernes solamente, al norte en los límites municipales de Chicago. La línea fue inaugurada el 16 de mayo de 1908.

## Servicio
La línea púrpura opera los días de semana de 4 a. m. a 1 a. m., los sábados de 5 a. m. a 2 p. m., y domingos de 6 a. m. a 1 p. m.. Durante las horas pico entre semana (aproximadamente 6 a. m. a 10 a. m. y 3 p. m. a 7 p. m.), la línea púrpura se extiende otras 10,3 millas (16,6 km) al sur de la calle Howard en el centro de Chicago operando con un servicio de trenes expresos en la Calle Howard en la Avenida Belmont, y luego hace todas las paradas locales en el Loop. El servicio expreso es conocido como el Purple Line Express, mientras que el servicio de Linden-Howard es el servicio de transporte Shuttle Purple Line.

## Historia
Antes del cambio de nomenclatura adoptado por el CTA por colores en 1993, la línea púrpura era conocida como Evanston Line, Evanston Service, o Evanston Shuttle,  mientras que la Purple Line Express era llamada Evanston Express. A menudo, muchos residentes de Chicago usan esos nombres.